# Font del Roser (Lleida)
La Font del Roser és una obra neoclàssica de Lleida protegida com a Bé Cultural d'Interès Local.

## Descripció
Font afegida al mur de pedra de l'edifici del Roser, avui Seu de la Facultat de Geografia i Història. Font escultòrica concebuda com a relleu en forma de frontó a la façana del carrer Cavallers.

## Història
La font del Roser fou afegida a la façana del carrer Cavallers l'any 1830 dins la política d'aigües del segle xix.